# History of Science Society
Pour les articles homonymes, voir HSS.
L’History of Science Society (HSS) est une association professionnelle pour l’étude de l’histoire des sciences. Son siège social est situé à l’université Notre-Dame-du-Lac en Indiana aux États-Unis. Elle a été fondée en 1924 par George Sarton et Lawrence Joseph Henderson, principalement pour soutenir la publication d’Isis, une revue centrée sur l’histoire des sciences, que Sarton avait commencée en 1912. La société compte plus de 3 000 membres dans le monde. Elle continue de publier le journal trimestriel Isis, l’annuel Osiris, les sponsors, IsisCB (index consacré à l’histoire des sciences), et organise une conférence annuelle.
En janvier 2023, la présidence de la société est assurée par Fa-ti Fan et Evelynn Hammonds est vice-présidente de l'association.

## Conférences
Chaque année, l’association parraine deux conférences :
- la George Sarton Memorial Lecture, ayant lieu lors de la réunion annuelle de l'Association américaine pour l'avancement des sciences depuis les années 1960 (avec une pause de 1973 à 1975) ;
- l’History of Science Society Distinguished Lecture (anciennement History of Science Society Lecture), lors de la séance plénière de la réunion annuelle de l'HSS depuis 1981.

## Prix

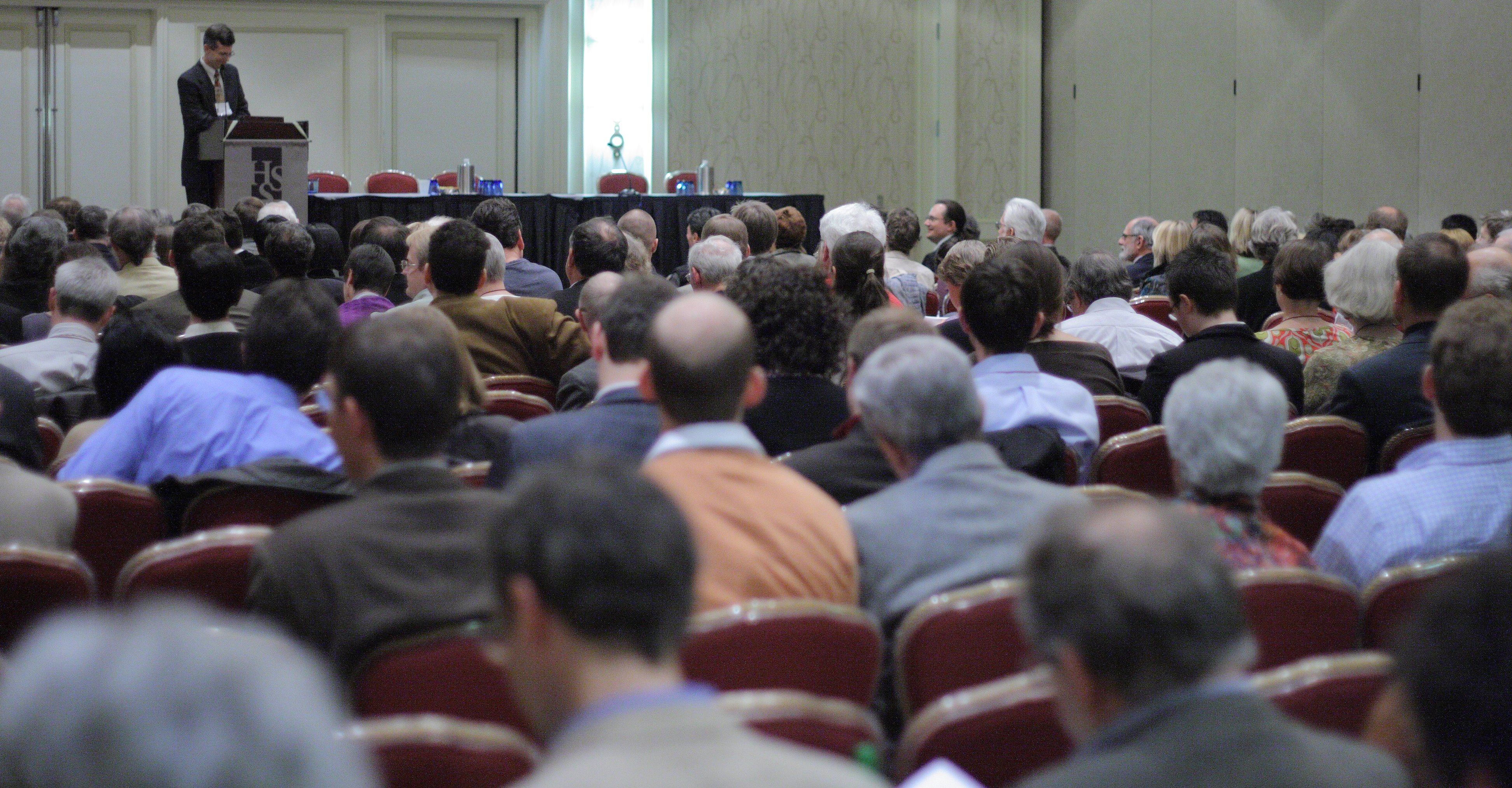
Jay Malone lors du Congrès 2007 de l'History of Science Society, à Washington.

En outre, l’HSS décerne un certain nombre de prix :
- le prix Suzanne J. Levinson, créé en 2006, décerné tous les deux ans à un livre dans l'histoire des sciences de la vie et de l'histoire naturelle ;
- le prix Nathan-Reingold (en) (anciennement prix Schuman), créée en 1955, remis pour « une excellente dissertation en histoire des sciences, écrit par un étudiant de troisième cycle » ;
- le prix Derek / Tige Webster (anciennement Prix Zeitlin-Ver Brugge), créé en 1978, pour « un article exceptionnel dans Isis »;
- le prix Margaret W. Rossiter d'histoire des femmes dans les sciences, attribué pour la première fois en 1987, pour « un travail remarquable sur le sujet des femmes dans les sciences » (le prix alterne chaque année entre les livres et les revues) ;
- le prix Joseph H. Hazen, créé en 1998, pour « contribution remarquable à l'enseignement de l'histoire des sciences » ;
- le prix Watson Davis et Helen Miles Davis, créé en 1985, pour un livre ou un ouvrage de vulgarisation sur l'histoire des sciences ;
- le prix Pfizer, créé en 1958, pour « un livre exceptionnel dans l'histoire des sciences » (une médaille accompagne ce prix) ;
- la médaille George-Sarton, attribuée pour la première fois en 1955, pour « l'accomplissement d'une vie dans l'histoire des sciences ».